# 1994年日本

## 政府
- 天皇：明仁
- 內閣總理大臣：細川護熙→羽田孜→村山富市

## 大事記
- 1月19日，《名偵探柯南》開始於《週刊少年SUNDAY》連載。
- 4月8日，日本首相細川護熙宣佈辭職。
- 4月26日，一架編號為B-1816的空中巴士A300-600R型中華航空客機執行此航班在名古屋機場降落時不幸墜毀，造成264人死亡，僅有7人生還。
- 4月28日，日本首相羽田孜就任。
- 6月24日，日本首次承認第二次世界大戰時強擄中國人當勞工。
- 6月27日，松本市發生沙林毒氣事件，導致7人死亡，660人受傷。
- 6月30日，村山富市任日本首相，成為自1947年第二位日本社會黨的首相，自由民主黨的河野洋平任副首相，社會黨和自民黨組建聯合政府，自民黨重新執政。
- 9月4日，關西國際機場完工啟用。
- 10月2日至16日，廣島舉行第十二屆亞運會。
- 10月13日，日本乒乓球選手小山智麗（前稱何智麗）擊敗中國選手鄧亞萍獲得廣島亞運會乒乓球球女單金牌，其後小山表示以代表日本為榮，引發爭議。
- 12月7日，有樂町線新線（小竹向原－池袋）開業。該路段現時是副都心線的一部分。
- 12月28日，三陸遙沖一帶發生黎克特制7.5級地震，造成2人死亡，數10人受傷，多是八戶市居民。[1]

## 出生
- 1月29日——佐倉綾音，配音員
- 2月24日——高橋李依，配音員
- 6月25日——麻倉桃，配音員
- 8月6日——大地葉，配音員
- 10月16日——鬼頭明里，配音員
- 12月7日——羽生結弦，滑冰運動員

## 逝世
- 1月22日——灘尾弘吉，政治人物，曾擔任眾議院議長等職務。
- 3月11日——長谷川仁，政治人物。